# 이민자 (1917년 영화)
《이민자》(영어: The Immigrant)는 1917년에 뮤추얼 필름에서 제작된 찰리 채플린의 단편 영화이다. 이 영화는 이민오는 사람들이 모습을 코믹하게 담아낸 채플린의 영화로서 채플린은 이 영화에서 그의 다른 작품들처럼 리틀 트램프 복장을 하였다.

## 줄거리
유럽에서 신대륙인 미국으로 건너오는 배멀미가 나는 배에 찰리는 어느 노파와 같이 건너오고 있는 여인과 친분을 가지게 된다. 낯선 신대륙에 들어왔지만 파산하고만 찰리는 우연히 거리에서 돈을 주워 식당에 간다. 거기서 우연히 같은 신세의 여인을 만난 그는 서로 이야기를 나눈다. 종업원은 계속 찰리가 돈을 내고 있지 않는다는 것을 알고 계속 말한다. 그러다가 어떤 예술가가 찰리와 여인에게 이야기를 나눈 다음 내일에 그들에게 일을 시키겠다고 한다. 어쩌다가 돈을 내고 신나게 식당에서 나온 찰리와 여인은 서로 결혼을 한다.

## 캐스팅
- 찰리 채플린 - 찰리
- 에드나 퍼바이언스 - 여인
- 에릭 켐벨 - 식당의 험악한 웨이터
- 헨리 버그만 - 예술가 / 배의 뚱뚱한 여자
- 앨버트 오스틴 - 찰리 옆에 앉은 손님 / 뱃멀미하는 남자
- 존 랜드 - 10센트를 덜 낸 술 취한 손님
- 제임스 T. 켈리 - 식당의 초라한 손님 / 배의 선원
- 프랭크 J. 콜먼 - 식당 주인 / 배의 선원
- 톰 윌슨 - 도박꾼
- 톰 해링턴 - 혼례 기록담당원

## 같이 보기
- 찰리 채플린의 영화 목록
- 채플린 (영화)